# Tabellion
Der Tabellion war von der Antike bis zum 18. Jahrhundert in manchen romanischsprachigen Regionen ein Protokollant oder ein Kanzlist, der Urschriften verwahrt hat und vollstreckbare Abschriften ausstellen durfte. Im Laufe der Jahrhunderte entwickelte sich der Status des Tabellions vom Sklaven- zum Adelstand. Der „tabellio“ soll nicht mit dem „notarius“ verwechselt werden; obwohl Letzterer sich heute im normalen Sprachgebrauch durchgesetzt hat, war er anfänglich nicht unbedingt hochrangiger als der Erstere. Im Französischen hat jedoch das Wort „Tabellion“ eine abwertende Konnotation für einen wenig gebildeten, provinziellen Notar.

## Die römischen „tabelliones“
Die Bezeichnung „tabellio“ und deren Amtsbereich sind in den Pandekten (digesta justiniani) klar beschrieben. „Tabellio“ ist von dem lateinischen Wort „tabella“ abzuleiten, das folgende Bedeutungen haben kann: Täfelchen, Protokoll, Urkunde, Vertrag, Wahlzettel.
Der ursprüngliche „tabellio“ ist demnach ein Protokollant, ein Stenograph, der prinzipiell bei Politikern, Geschäftsleuten, Anwälten und generell etlichen Schreibern zum Einsatz kommt. Er ist übrigens oft ein Sklave und schreibt grundsätzlich nur für Privatpersonen und zu privaten Zwecken, unter anderem oft für Testamente. Wenn er in den Dienst der kaiserlichen Verwaltung bzw. der Kirche tritt, erlangt er den wünschenswerteren Status des Sekretärs und kann in der Hierarchie hochkommen; jedoch darf er in diesem Fall keine Dokumente auf Wunsch von Privatpersonen niederschreiben. Der „notarius“ ist zu dieser Zeit ein Gehilfe des „tabellio“.
Die Urkunden der römischen tabelliones wurden in der Antike erst dann rechtskräftig und öffentlich, wenn sie in spezielle Register der Geschäftsstelle eingetragen wurden. Sie bedurften prinzipiell der Anwesenheit und der Bescheinigung von vertrauenswürdigen Personen, die meist eine offizielle Funktion innehatten.

## Die italienischen und südfranzösischen Tabellionen
Nach dem Untergang des römischen Reiches setzte sich das Amt des Tabellions nach römischem Recht zuerst im italienischen Bereich fort. Von dort aus verbreitete sich die neu definierte Tabellionstätigkeit in anderen europäischen Nationen, unter anderen dem deutschen Reich, der Schweiz oder Böhmen. Dabei gewann die Funktion des „notarius“ immer mehr an Bedeutung, weil die Frage der Vollstreckbarkeit der ausgefertigten Urkunden nicht klar gelöst und öffentlich von allen Parteien nicht immer anerkannt war.
Sehr früh (bereits im hohen Mittelalter) haben sich die Tabellionen zusätzlich zu den Zeugen und dem Notar die Anwesenheit eines Richters gewünscht, der die Vollstreckbarkeit von deren Urkunden gewähren konnte. Bis zum 10. Jh. kann man in den Privaturkunden die Anwesenheit eines Richters feststellen. Aus praktischen Gründen ließen allmählich die Richter die Notare ihr Amt stellvertretend ausüben, was dazu führte, dass der Notar „fides publica“ (Allgemeine Vertrauenswürdigkeit) erlangte.
Ab dem 11. Jh. fusionierten beide Ämter des Richters und des Notars, sodass die Notare richtige Magistrate der freiwilligen Gerichtsbarkeit wurden. Diese neue Form des Notars verbreitete sich über den größten Teil der damals noch teils unabhängigen südfranzösischen Regionen. Dort waren sie schon Anfang des 13. Jh. unmittelbare Vertreter der Obrigkeit, die alle Dokumente, die man ihnen anvertraute, durch bloße Schriftform als vollstreckbar und beweiskräftig beurkunden durften.
Durch die Eingliederung der jetzigen südfranzösischen Gebiete in das Königreich Frankreich änderte sich die Lage schlagartig. Sie traten schnell in Konkurrenz mit den königlichen Notaren. Im Norden des Landes besaß eine Urkunde Echtheit und Beweiskraft ausschließlich durch das Siegel einer gerichtlichen Zuständigkeit. Der König vereinheitlichte den Beruf mit der Verordnung vom Juli 1304. Diese Entwicklung bereitete den südfranzösischen Notaren keine allzu großen Probleme, da ihre Funktion einen eher wünschenswerten öffentlichen, staatlich anerkannten Status bekam. In der nördlichen Hälfte Frankreichs standen hingegen Tabellionen, Privatnotare und königliche Notare in Konkurrenz. Der Beruf des Tabellions existierte im Süden Frankreichs nicht, etwa südlich einer Linie La Rochelle-Genf. Dort war tabellius Synonym von notarius.

## Tabellion in Nordfrankreich
In der nördlichen Hälfte des heutigen Frankreich wurde vor der französischen Revolution 1789 zwischen Notar und Tabellion klar unterschieden. Dort basierte das Zivilrecht meistens noch auf den regionalen Weistümern. Es gilt besonders für die Regionen, die damals noch nicht zum französischen Königreich gehörten wie Flandern, Artesien oder Lothringen. Bis zum 16. Jahrhundert erfüllten beide Berufe eine klar getrennte Funktion:
- Der Notar verfasste die amtliche Urschrift (frz. „Minute“); ursprünglich ist er dann lediglich der Kanzlist eines Richters.
- Der Tabellion verwahrte die Urkunden und fertigte amtliche Abschriften (frz. „Grosse“) aus.

Da im Mittelalter eine Urkunde nur im Beisein eines Notars und zweier Zeugen (oder vor zwei Notaren ohne Zeugen) rechtskräftig werden konnte, ließen die Tabellionen ihre vereidigten Gehilfen bzw. Kanzlisten erscheinen. In jedem königlichen Zuständigkeitsbereich wurde eine „Tabellionage“ (Amtsgebiet des Tabellions) eingerichtet, das für mehrere Notarkanzleien zuständig war.
Mit Heinrich IV. und dem Erlass von Mai 1597 änderte sich die Situation zumindest im königlichen Herrschaftsbereich: Beide Funktionen des Notars und des Tabellions wurden aus praktischen und wahrscheinlich wirtschaftlichen Gründen zusammengeschlossen. Der königliche Beamte trug dann den Titel "Notar, Urkundenbewahrer und erblicher Tabellion".
Dieses Dekret besiegelte das Ende der Tabellionen auf dem Territorium des damaligen Königreichs Frankreich.

## Im welschen Teil des Heiligen Römischen Reiches deutscher Nation
In den noch unabhängigen Herrschaften an der Peripherie des Königreichs vor der Reunionspolitik Ludwigs XIV. blieb dagegen die Bezeichnung des Tabellions länger in Gebrauch, wie die erwähnten Berufsangaben in allen Kirchenregistern oder standesamtlichen Urkunden dieser Regionen es klar belegen. Der Nachname „Tabellion“ hat sich übrigens auch ortsbedingt in Nordostfrankreich bzw. Lothringen durchgesetzt, während sich der Familienname „Notier“ oder „Nottier“ bzw. „Notary“ im Süden einbürgerte.
Im Herzogtum Lothringen, das im Jahre 1542 innerhalb des Heiligen Römischen Reiches deutscher Nation eine weitgehende Autonomie erlangt hatte und daher einen eigenen Verwaltungs- und Justizapparat aufbauen konnte, hatten noch jede Vogtei und jeder Zuständigkeitsbereich, ob weltlich oder geistlich, einen oder mehrere Tabellionen zur Verfügung. Die Praxis des Tabellionage (d. h. Tätigkeitsbereich des Tabellions) und die alten Verhältnisse konnten in Lothringen fortbestehen, bis das Herzogtum im 18. Jh. vom Königreich Frankreich einverleibt wurde.
Die Ämterhäufung in der Rechtsprechung, im Finanzwesen oder in der lokalen Verwaltung war damals gang und gäbe. Zuerst führten sie zu einem unbestreitbaren sozialen Aufstieg, manchmal sogar zur Adelung, was dann dem Amtsinhaber einen gehobeneren Lebensstandard erlaubt. Von der Tabellionstätigkeit allein konnte man allem Anschein nach den Lebensunterhalt einer Familie nicht bestreiten.
Beispiele von Ämterhäufung in Verbindung mit der Tabellionstätigkeit:
- Nicolas GODEL war 1599 als Generaltabellion, Buchprüfer und Gerichtsherr der Kupfer-Bergwerke in Thillot,[20] Vogesen.[21]
- Nicolas GODEL, Sohn des vorigen, wurde am 20. Mai 1610 vom Herzog von Lothringen zum Tabellion mehrerer Vogteien ernannt, nämlich Nancy, Vogesen, Epinal, Châtel-sur-Moselle und der Grafschaft Vaudémont.[22]
- Jacques de RANFAING war 1606 Siegelbewahrer und Tabellion der Propstei Arches (Vogesen, oberes Moseltal).[23]
- Grégoire FRANÇOIS wird 1715 in einer Schuldanerkennung von C. FORME als Generaltabellion von Lothringen und Kanzler des Gerichtshofs von Vahl im Departement Moselle erwähnt.[24]

Die Veröffentlichung der „Confirmation des Ordonnances des ducs Ferri II & IV concernant les tabellions“ am 11. Oktober 1629 am herzoglichen Hof in Nancy zur Bestätigung der Statute und der dienstlichen Obliegenheiten der Tabellionen verleiht diesem Amt einen unbestreitbaren offiziellen Charakter und zeigt, dass sowohl die Funktion als auch die Bezeichnung im lothringischen Bereich vom 16. Jh. bis zum 18. Jh. noch Usus waren.
Nachdem das Herzogtum Lothringen durch den Tod des letzten Herzogs, des ehemaligen polnischen Königs Stanisław Leszczyński, an Frankreich gefallen war, galt das französische Notariatsrecht. Damit geriet das Wort „Tabellion“ in Vergessenheit.